# ستانتون
ستانتون (بالإنجليزية: Stanton)‏ هي مدينة في ومقر مقاطعة باول، كنتاكي في الولايات المتحدة. وقد بلغ عدد السكان 3,029 في تعداد عام 2000.

## التاريخ
تم تأسيس أول مكتب بريد في ستانتون الحالية في 7 يوليو 1849 وتمت تسميتها بيفر بوند. في عام 1852، تم إعادة تسمية كل من مكتب البريد والمستوطنة إلى ستانتون على ريتشارد اتش ستانتون، الذي كان في الكونغرس 1849-1855 وأصبح فيما بعد عضوا في مجلس الشيوخ الأميركي.

## الجغرافيا
ستانتون تقع في (37.847610, -83.859250).
وفقا لمكتب الإحصاء في الولايات المتحدة، مساحة المنطقة تبلغ ميلين مربعين (5.2 كم2)، كلها من اليابسة.

## أعلام
- ويليام وارد ستيفنز
- ودي ستيفنز